# جيمس تراب
جيمس تراب (بالإنجليزية: James Trapp)‏ هو منافس ألعاب قوى أمريكي، ولد في 28 ديسمبر 1969 في غرينفيل في الولايات المتحدة.

## وصلات خارجية
- جيمس تراب على موقع الاتحاد الدولي لألعاب القوى (الإنجليزية)